# Taragudo
Taragudo ist ein Ort und eine Gemeinde (municipio) mit 48 Einwohnern (Stand: 2024) im Westen der Provinz Guadalajara in der Autonomen Gemeinschaft Kastilien-La Mancha.

## Lage und Klima
Taragudo liegt in einer Höhe von ca. 770 m in der Kulturlandschaft der Alcarria. Die Entfernung zur südsüdwestlich gelegenen Provinzhauptstadt Guadalajara beträgt etwa 22 Kilometer (Fahrtstrecke). 
Im Gemeindegebiet liegt der Flugplatz Aerodrómo de Taragudo.
Das Klima ist gemäßigt bis warm; Regen (533 mm/Jahr) fällt übers Jahr verteilt.

## Bevölkerungsentwicklung
| Jahr      | 1970 | 1981 | 1991 | 2001 | 2011 | 2021 |
| Einwohner | 63   | 41   | 36   | 31   | 42   | 44   |

## Sehenswürdigkeiten

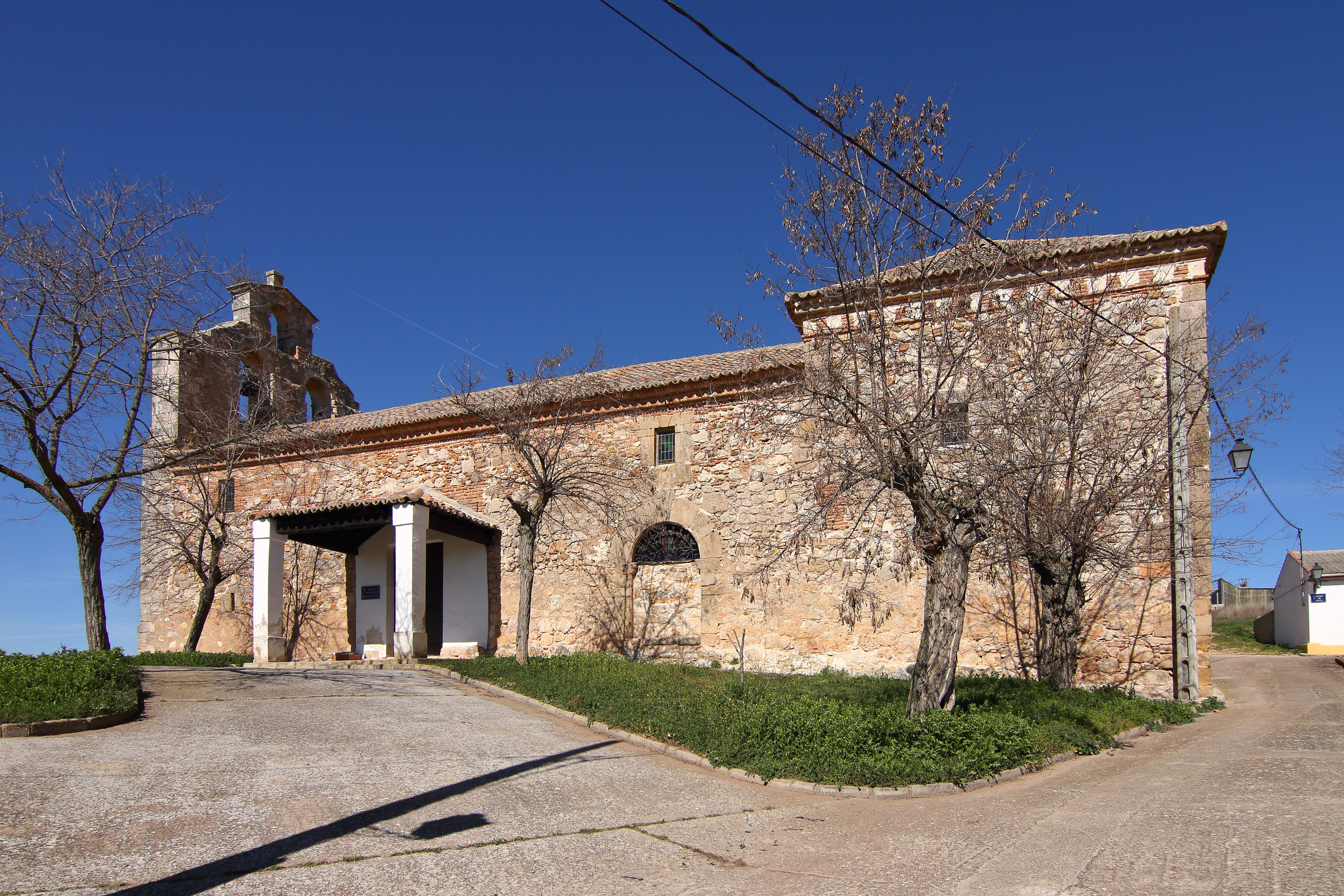
Michaeliskirche
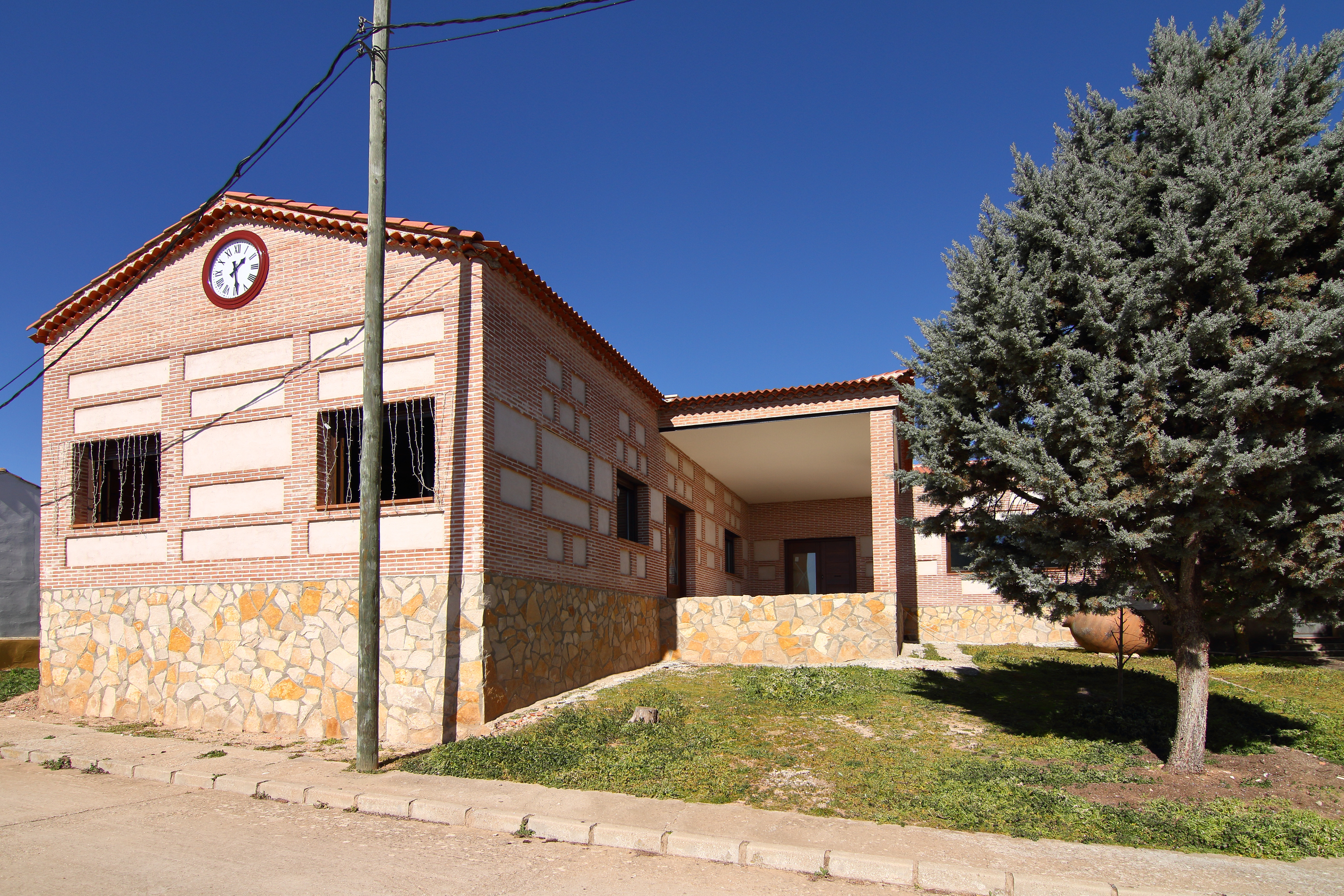
Rathaus

- Michaeliskirche
- Rathaus